# Абелев интеграл
А́белев интеграл — интеграл от алгебраической функции вида
{\displaystyle \int \limits _{z_{0}}^{z_{1}}R(z,w)\,dz,}
где {\displaystyle R(z,w)} — любая рациональная функция от переменных {\displaystyle z} и {\displaystyle w,} связанных алгебраическим уравнением
{\displaystyle F(z,w)=a_{0}(z)w^{n}+a_{1}(z)w^{n-1}+\ldots +a_{n}(z)=0}
с целыми рациональными по {\displaystyle z} коэффициентами {\displaystyle a_{j}(z),\ j=0,1,\dots ,n.} Этому уравнению соответствует компактная риманова поверхность {\displaystyle F,} {\displaystyle n}-листно накрывающая сферу Римана, на которой {\displaystyle z,w,} а следовательно и {\displaystyle R(z,w),} рассматриваемые как функции точки поверхности {\displaystyle F,} однозначны.